# Irlandês médio
Irlandês médio  (às vezes chamado gaélico médio) é a língua gaélica falada na Irlanda, na Escócia e na Ilha de Man, durante uma parte da Idade Média (aproximadamente entre os anos 900 e 1200).
O irlandês médio evoluiu do irlandês antigo a partir do século X. A partir do século XIII  o irlandês médio evoluiria para o irlandês moderno, a língua gaélica escocesa e a língua manesa.